# La Macédoine et sa Population Chrétienne
La Macédoine et sa Population Chrétienne (в превод на български „Македония и нейното християнско население“) e книга, отпечатана на френски език в 1905 година в Париж. Автор на книгата под псевдонима Бранков (Brancoff) е бившият секретар на Българската екзархия Димитър Мишев.
Книгата представлява подробно статистическо описание на селищата в намиращата се тогава под османска власт област Македония с данни за броя и етническата и конфесионална принадлежност на християнското им население както и за наличието на християнски училища (български, гръцки, сръбски или влашки) с броя на учителите и учениците в тях. La Macédoine et sa Population Chrétienne е втората обхватна българска статистика на населението в Македония след фундаменталния труд на Васил Кънчов „Македония. Етнография и статистика“, излязъл в 1900 година.
При публикуването на La Macédoine et sa Population Chrétienne част от информацията не е актуална за казите Кумановска, Паланечка и Кочанска, поради активизирането на сръбската пропаганда в Македония и откъсването насила на част от селата там от Екзархията.